# Cololobus
Cololobus là một chi thực vật có hoa trong họ Cúc (Asteraceae).

## Loài
Chi Cololobus gồm các loài: